# De’Andre Hunter
De’Andre James Hunter (ur. 1 grudnia 1997 w Filadelfii) – amerykański koszykarz, występujący na pozycji niskiego skrzydłowego, obecnie zawodnik Atlanty Hawks.

## Osiągnięcia
Stan na 28 sierpnia 2019, na podstawie, o ile nie zaznaczono inaczej.
NCAA
- Mistrz NCAA (2019)
- Uczestnik rozgrywek turnieju NCAA (2018, 2019)
- Mistrz:
  - turnieju konferencji Atlantic Coast (ACC – 2018)
  - sezonu regularnego ACC (2018, 2019)
- Rezerwowy sezonu ACC (2018)
- Obrońca roku:
  - NCAA według NABC (2019)[3]
  - ACC (2019)[4]
- MVP turnieju Battle 4 Atlantis (2019)
- Zaliczony do:
  - I składu:
    - ACC (2019)
    - defensywnego ACC (2019)
    - najlepszych pierwszorocznych zawodników ACC (2018)
    - turnieju NCAA (2019)[5]

  - II składu All-American (2019 przez NABC)
  - III składu All-American (2019 przez Associated Press, USBWA, Sporting News)